# Associazione Calcio Lanerossi Vicenza 1954-1955
Questa pagina raccoglie le informazioni riguardanti l'Associazione Calcio Lanerossi Vicenza nelle competizioni ufficiali della stagione 1954-1955.

## Stagione
Nella stagione 1954-1955 la Lanerossi Vicenza disputò l'undicesimo campionato di Serie B della sua storia, vincendolo e conquistando così la promozione in A a sette anni di distanza dall'ultima retrocessione.

## Divise
| Prima divisa |

## Organigramma societario
Area direttiva
- Presidente: Rodolfo Gavazzi

Area tecnica
- Allenatore: Aldo Campatelli

## Rosa
| N. |                   | Ruolo | Calciatore              |
| -- | ----------------- | ----- | ----------------------- |
|    | Italia (bandiera) | P     | Franco Luison           |
|    | Italia (bandiera) | P     | Lucidio Sentimenti (IV) |
|    | Italia (bandiera) | D     | Elio Binda              |
|    | Italia (bandiera) | D     | Gino Giaroli            |
|    | Italia (bandiera) | D     | Silvano Moro            |
|    | Italia (bandiera) | D     | Mirko Pavinato          |
|    | Italia (bandiera) | D     | Giobatta Zoppelletto    |
|    | Italia (bandiera) | C     | Emilio Bonci (II)       |
|    | Italia (bandiera) | C     | Cesare Campagnoli       |
|    | Italia (bandiera) | C     | Mario David             |

| N. |                   | Ruolo | Calciatore       |
| -- | ----------------- | ----- | ---------------- |
|    | Italia (bandiera) | C     | Remo Lancioni    |
|    | Italia (bandiera) | C     | Luigi Menti (IV) |
|    | Italia (bandiera) | C     | Renato Miglioli  |
|    | Italia (bandiera) | C     | Attilio Prior    |
|    | Italia (bandiera) | A     | Sergio Campana   |
|    | Italia (bandiera) | A     | Nereo Manzardo   |
|    | Italia (bandiera) | A     | Enrico Motta     |
|    | Italia (bandiera) | A     | Giulio Savoini   |
|    | Italia (bandiera) | A     | Luciano Testa    |
|    | Italia (bandiera) | A     | Azeglio Vicini   |

## Risultati

### Serie B

#### Girone d'andata
| Arbitro: | Grandville (Roma) |

|                         |           |           |
| Brach 25’ Nicoletti 49’ | Marcatori | 55’ Testa |

| Arbitro: | Marchese (Napoli) |

|  |           |                   |
|  | Marcatori | 38’, 50’ Manzardo |

| Arbitro: | Corallo (Lecce) |

|                             |           |  |
| Testa 12’, 84’ Manzardo 15’ | Marcatori |  |

| Legnano 10 ottobre 1954 4ª giornata | Legnano         | 0 – 0 | Lanerossi Vicenza | Stadio di via Carlo Pisacane\| Arbitro: \| Moriconi (Roma) \| |
| Arbitro:                            | Moriconi (Roma) |       |                   |                                                               |

| Arbitro: | Campanati (Milano) |

|              |           |  |
| Miglioli 48’ | Marcatori |  |

| Arbitro: | Maurelli (Roma) |

|  |           |            |
|  | Marcatori | 76’ Vicini |

| Arbitro: | Fornari (Bologna) |

|              |           |                    |
| Manzardo 35’ | Marcatori | 57’, 69’ Pavanello |

| Arbitro: | Marchetti (Milano) |

|           |           |  |
| Testa 44’ | Marcatori |  |

| Arbitro: | Arpaia (Roma) |

|           |           |                     |
| Borri 32’ | Marcatori | 47’ Motta 49’ Testa |

| Vicenza 21 novembre 1954 10ª giornata | Lanerossi Vicenza | 0 – 0 | Modena | Stadio Romeo Menti\| Arbitro: \| Moriconi (Roma) \| |
| Arbitro:                              | Moriconi (Roma)   |       |        |                                                     |

| Arbitro: | Orlandini (Roma) |

|           |           |  |
| Motta 43’ | Marcatori |  |

| Parma 19 dicembre 1954 12ª giornata | Parma              | 0 – 0 | Lanerossi Vicenza | Stadio Ennio Tardini\| Arbitro: \| Marchetti (Milano) \| |
| Arbitro:                            | Marchetti (Milano) |       |                   |                                                          |

| Arbitro: | Valsecchi (Milano) |

|                                   |           |  |
| Giaroli 64’ Campana 86’ Motta 90’ | Marcatori |  |

| Arbitro: | Boati (Milano) |

|                                                 |           |                 |
| Vicini 9’ Motta 32’ Campagnoli 44’ Manzardo 59’ | Marcatori | 67’ Veglianetti |

| Arbitro: | Pieri (Trieste) |

|  |           |           |
|  | Marcatori | 33’ Motta |

| Arbitro: | Marchese (Napoli) |

|             |           |           |
| Forlani 73’ | Marcatori | 19’ Testa |

| Arbitro: | Canepa (Genova) |

|                               |           |  |
| Motta 23’ Vicini 47’ Moro 52’ | Marcatori |  |

#### Girone di ritorno
| Arbitro: | Bonetto (Torino) |

|                                       |           |           |
| Campana 22’ Motta 31’ Vicini 73’, 80’ | Marcatori | 69’ Brach |

| Arbitro: | Ferrari (Milano) |

|                           |           |  |
| Motta 30’, 85’ Vicini 36’ | Marcatori |  |

| Arbitro: | Bonetto (Torino) |

|             |           |  |
| Mangini 52’ | Marcatori |  |

| Arbitro: | Bernardi (Bologna) |

|                  |           |             |
| Campana 78’, 81’ | Marcatori | 76’ Rebizzi |

| Arbitro: | Coppa (Mariano Comense) |

|              |           |  |
| Bonci II 57’ | Marcatori |  |

| Arbitro: | Corallo (Lecce) |

|  |           |                         |
|  | Marcatori | 9’ Motta 38’ Campagnoli |

| Arbitro: | Piemonte (Monfalcone) |

|  |           |             |
|  | Marcatori | 42’ Campana |

| Arbitro: | Griggi (Brescia) |

|                         |           |  |
| Santagostino 52’ (rig.) | Marcatori |  |

| Arbitro: | Grandville (Roma) |

|                                             |           |                 |
| Campana 43’ Lancioni 86’ Giaroli 90’ (rig.) | Marcatori | 36’ Bertoni III |

| Arbitro: | Griggi (Brescia) |

|              |           |                        |
| Scarascia 5’ | Marcatori | 27’ Manzardo 73’ Motta |

| Padova 24 aprile 1955 28ª giornata | Padova             | 0 – 0 | Lanerossi Vicenza | Stadio Silvio Appiani\| Arbitro: \| Bernardi (Bologna) \| |
| Arbitro:                           | Bernardi (Bologna) |       |                   |                                                           |

| Arbitro: | Mori (Cremona) |

|                                   |           |              |
| Giaroli 25’ (rig.) Campagnoli 28’ | Marcatori | 57’ Vycpálek |

| Arbitro: | Guarnaschelli (Pavia) |

|  |           |                          |
|  | Marcatori | 25’, 56’ Motta 36’ Testa |

| Arbitro: | Famulari (Messina) |

|                  |           |  |
| Giorgis 10’, 37’ | Marcatori |  |

| Arbitro: | Griggi (Brescia) |

|  |           |               |
|  | Marcatori | 4’ Zamperlini |

| Arbitro: | Caputo (Napoli) |

|                              |           |                |
| Motta 21’ De Poli 23’ (aut.) | Marcatori | 84’ Pistorello |

| Arbitro: | Grandville (Roma) |

|                                |           |                                       |
| Cazzaniga 18’, 22’ Santoni 80’ | Marcatori | 10’ Manzardo 58’ Miglioli 81’ Giaroli |

## Statistiche

### Statistiche di squadra
| Competizione | Punti | In casa | In casa | In casa | In casa | In casa | In casa | In trasferta | In trasferta | In trasferta | In trasferta | In trasferta | In trasferta | Totale | Totale | Totale | Totale | Totale | Totale | DR  |
| Competizione | Punti | G       | V       | N       | P       | Gf      | Gs      | G            | V            | N            | P            | Gf           | Gs           | G      | V      | N      | P      | Gf     | Gs     | DR  |
| ------------ | ----- | ------- | ------- | ------- | ------- | ------- | ------- | ------------ | ------------ | ------------ | ------------ | ------------ | ------------ | ------ | ------ | ------ | ------ | ------ | ------ | --- |
| Serie B      | 50    | 17      | 14      | 1       | 2       | 34      | 9       | 17           | 8            | 5            | 4            | 19           | 12           | 34     | 22     | 6      | 6      | 53     | 21     | +32 |

### Statistiche dei giocatori
| Giocatore          | Serie B  | Serie B |
| Giocatore          | Presenze | Reti    |
| ------------------ | -------- | ------- |
| E. Binda           | 7        | 0       |
| E. Bonci (II)      | 31       | 1       |
| C. Campagnoli      | 26       | 3       |
| S. Campana         | 15       | 6       |
| M. David           | 1        | 0       |
| G. Giaroli         | 32       | 4       |
| R. Lancioni        | 32       | 1       |
| N. Manzardo        | 30       | 7       |
| L. Menti (IV)      | 3        | 0       |
| R. Miglioli        | 21       | 2       |
| S. Moro            | 32       | 1       |
| E. Motta           | 33       | 14      |
| M. Pavinato        | 29       | 0       |
| A. Prior           | 5        | 0       |
| G. Savoini         | 5        | 0       |
| L. Sentimenti (IV) | 34       | -21     |
| L. Testa           | 20       | 7       |
| A. Vicini          | 17       | 6       |
| G. Zoppelletto     | 1        | 0       |